# Fiodor Matuszyn
Fiodor Siemionowicz Matuszyn (ros. Фёдор Семёнович Матюшин, ur. 21 kwietnia 1904 w guberni orłowskiej, zm. 1979) – radziecki polityk, członek KC KP(b)U (1940-1949).
Od 1925 w RKP(b)/WKP(b), 1936 ukończył Leningradzki Instytut Przemysłowy, 1936-1938 był inżynierem i głównym mechanikiem fabryki w Melitopolu, 1938-1939 I sekretarz rejonowego komitetu KP(b)U w Melitopolu. Od stycznia do 24 lutego 1939 I sekretarz Biura Organizacyjnego KC KP(b)U na obwód zaporoski, od 27 lutego 1939 do 30 sierpnia 1946 I sekretarz Komitetu Obwodowego KP(b)U w Zaporożu, od 17 maja 1940 do 25 stycznia 1949 członek KC KP(b)U. 1941-1942 szef grupy operacyjnej przy Radzie Wojskowej Froncie Południowym, 1946-1953 zastępca ministra przemysłu lokalnego Ukraińskiej SRR, 1953-1963 szef Ukraińskiego Zarządu Towarowo-Transportowego Gławnieftesbita, 1963-1965 szef Gławnieftsbita Rady Ministrów Ukraińskiej SRR, następnie na emeryturze. Odznaczony Orderem Lenina (7 lutego 1939) i Orderem Wojny Ojczyźnianej I klasy (1945).